# Eleutherocercus
Eleutherocercus és un gènere extint de mamífers cingulats de la família dels clamifòrids (o, segons altres classificacions, dels gliptodòntids) que visqueren a Sud-amèrica des del Miocè superior fins al Pliocè inferior, fa entre 3,6 i 7,2 milions d'anys. Se n'han trobat restes fòssils a les províncies argentines de Buenos Aires, Catamarca i Entre Ríos. Són el tàxon germà de Doedicurus, però no atenyien ni de bon tros la grandària d'aquest últim. El nom genèric Eleutherocercus significa ‘cua lliure’ i es refereix a la fluixedat de la connexió entre el tub caudal i l'extrem de les vèrtebres caudals.